# Lamellovertex caelatus
Lamellovertex caelatus är en kvalsterart som först beskrevs av Berlese 1895.  Lamellovertex caelatus ingår i släktet Lamellovertex och familjen Scutoverticidae. Inga underarter finns listade i Catalogue of Life.